# Catolesia mentiens
Catolesia es un género botánico monotípico perteneciente a la familia Asteraceae. Su única especie: Catolesia mentiens es originaria de Brasil en el noroeste de Bahia.

## Descripción
Las plantas de este género sólo tienen disco (sin rayos florales) y los pétalos son de color blanco, ligeramente amarillento blanco, rosa o morado (nunca de un completo color amarillo).

## Taxonomía
Catolesia mentiens fue descrita por  David John Nicholas Hind  y publicado en Kew Bulletin 55(4): 943–947, f. 1. 2000.